# Cento
Cento é uma comuna italiana da região da Emília-Romanha, província de Ferrara, com cerca de 31.631 habitantes (2005). Estende-se por uma área de 64 km², tendo uma densidade populacional de 454 hab/km². Faz fronteira com Bondeno, Castello d'Argile (BO), Crevalcore (BO), Finale Emilia (MO), Pieve di Cento (BO), San Giovanni in Persiceto (BO), Sant'Agostino (FE).

## Demografia
| Variação demográfica do município entre 1861 e 2011                               |
|                                                                                   |
| Fonte: Istituto Nazionale di Statistica (ISTAT) - Elaboração gráfica da Wikipedia |